# Veronica Chebet
Veronica Chebet (ur. ?) – kenijska lekkoatletka, specjalizująca się w skoku o tyczce.

## Osiągnięcia
- medalistka mistrzostw kraju

## Rekordy życiowe
- skok o tyczce – 2,60 (2007) były rekord Kenii[1]